# F-Minus
Gli F-Minus erano una hardcore punk band fondata nel 1997 ad Huntington Beach, in California, da Brad Logan (unico membro originale a rimanere in seguito nella band), Jen Johnson, Timmy Chunks ed Amery Smith.

## Storia del gruppo
Poco dopo la fondazione della band avvenuta nel 1997, Sarah Lee rimpiazza Chunks alla chitarra; l'attività del gruppo inizia a prendere il via esibendosi in vari show locali e partecipando ad alcune compilation. In quel periodo Chris Lagerbord sostituisce Smith alla batteria e la band pubblica i primi 7'’ Failed Society e Won't Bleed Me. In breve la formazione cambia nuovamente, con Adam Zuckert come batterista ed Erica Daking come co-vocalist e chitarrista al posto di Sarah Lee. Nel 1998 esce il primo album, intitolato F-Minus.
Tra il 1999 ed il 2000 la band effettua alcune tournée intensive negli Stati Uniti ed in Europa, questa volta con John Guerra alla batteria che verso la fine dell'anno verrà sostituito per far rientrare Zuckert. Nel 2001 esce il secondo disco Suburban Blight mentre l'anno seguente con Joe Steinbrick (che prende il posto di Johnson) al basso, iniziano la lavorazione del terzo lavoro Wake Up Screaming, prodotto a Chicago con Steve Albini e che vede l'uscita nel 2003.
Nel 2004 gli F-Minus si sciolsero e Logan continuò a militare nei Leftöver Crack, band dalle influenze ska e si dedicò alla propria etichetta indipendente, la Blacknoise Recordings.

## Formazione

### Ultima formazione
- Brad Logan - voce, chitarra
- Erica Daking - voce, chitarra
- Joe Steinbrick - basso
- Adam Zuckert - batteria

### Ex componenti
- Sarah Lee - chitarra
- Chris Lagerborg - batteria
- John Guerra - batteria
- Jen Johnson - voce, basso
- Amery Smith - batteria
- Awol - batteria

## Discografia

### Album in Studio
- 1998 - F-Minus (Hellcat Records)
- 2001 - Suburban Blight (Hellcat Records)
- 2003 - Wake Up Screaming (Hellcat Records)
- 2005 - Won't Bleed Me / Failed Society (Alternative Tentacles) (rimasterizzazione su CD di vinili ed EP)

### EP/Split
- 1996 - Voice of Treason Audio-Cassetta (auto-prodotto)
- 1997 - Failed Society 7" (Hellcat Records)
- 1997 - Won't Bleed Me 7" (Pelado)
- 1997 - Failed Society / Won't Bleed Me Audio-Cassetta (Auto-prodotto)
- 2001 - Crack Rock Steady 7 - Baby Jesus Sliced Up In a Manger 10" Split (Knife or Death)
- 2003 - Sweating Blood 7" (Bridge 9)

### Compilation
- 1997 - Give 'Em the Boot CD (Hellcat Records)
- 1997 - Old Skars and Upstarts CD/LP (Alive)
- 1999 - Give 'Em the Boot II CD (Hellcat Records)
- 2000 - Vans off the Wall Volume 3 CD (Vans)
- 2000 - Tomorrow Seems So Hopeless CD (Eyeball)
- 2002 - Give 'Em the Boot III CD (Hellcat Records)
- 2003 - Against Police Justice CD (Non-Commercial)
- 2003 - Punk-O-Rama Vol. 8 CD (Epitaph Records)
- 2004 - Give 'Em the Boot IV CD (Hellcat Records)
- 2005 - Give 'Em the Boot DVD DVD (Hellcat Records)